# 小行星1972
小行星1972（1972 Yi Xing）是太阳系的小行星之一，位于小行星带。
該小行星于1964年11月9日由南京紫金山天文台发现，后用中国唐代天文学家、高僧一行的名字为其命名，以纪念一行在天文学方面的成就。